# Le Gammeltoft
Le Gammeltoft (født 25. april 1978) er en dansk DJ, iværksætter og radiovært på blandt andet programmerne Smag på P3 og Unga Bunga på DRs P3.

## Baggrund og uddannelse
Le Gammeltoft er uddannet fra Københavns Universitet. Hun er cand.mag. i engelsk samt moderne kultur og kulturformidling.

## Karriere
Ved Dansk Melodi Grand Prix 2011 var hun et ud af fem medlemmer i den jury, der fordelte 50 procent af stemmerne ved den indledende runde.
I 2014 startede Le Gammeltoft sin egen radio, Heartbeats.dk, som i 2015 blev udvidet med et online kultursite. Hun var en periode medejer af baren Bar O, der lå i det indre København. 
I 2021 udgav hun bogen 'Tabet - fortællinger om at miste sit ufødte barn' Arkiveret 5. marts 2021 hos  Wayback Machine sammen med journalist Marie Nørgaard. 

## Awards
Le Gammeltoft har modtaget priser ved flere arrangementer i dj- og klubmiljøet i påsken 2010. Dels Årets Danske Upfront DeeJay, der lægger vægt på hendes evne til at være trendsætter indenfor dj- og club-musik området. Dels har hun fået en pris: Achievement Prisen sammen med dj og radiovært Kjeld Tolstrup for at have fremmet club-musikken ved deres radioprogram 'Unga Bunga' hver fredag. Sammen med Tolstrup skabte hun pladeselskabet Sound Of Copenhagen Records – hvor en compilation af samme navn udkom hvert halve år. I 2011 var hun hjælpedommer for Pernille Rosendahl i fjerde sæson af X Factor. Hun var oprindeligt til prøve som den tredje dommer, inden hun i stedet blev hjælpedommer på bootcampen.
- DDJA Upfront DJ: 2010
- Club Awards Achievement Prisen: 2010
- Zulu Awards Årets Radioprogram, Unga Bunga: 2012

## Private forhold
Le fødte en pige 17. april 2012, som har fået navnet Filippa. 15. juli 2016 blev hun mor til endnu en datter, Lilja.
Skilt fra Tommy Ahlers